# Tarasjkevitsa
Tarasjkevitsa (belarusiska: тарашкевіца), eller belarusisk klassisk ortografi (Беларускі клясычны правапіс), är en variant av belarusiska, både grammatiskt och språkligt sett. Språket är det som talades före den vitryska reformen 1933. Språket standardiserades av Branislaŭ Tarasjkevitj under början av 1900-talet, varefter det russifierades. Versionen från tiden före russifieringen, det som kallas tarasjkevitsa, är fortfarande aktiv och talas av många intellektuella belarusier.
Namnet kommer från Tarasjkevitjs standardisering och är tänkt att betona hans arbete, och kan ha tillkommit redan före andra världskriget. Beteckningen klassisk ortografi, eller klassisk stavning, lades till av Vintsuk Vjatjorka runt 1994 för att särskilja det från den senare belarusiskan. Genom publicerandet av boken "Klassisk belarusisk ortografi" normaliserades och standardiserades språket vidare. Den 27 april 2007 gav IANA språket koden tarask, med fullständig språkkod be-tarask.